# Sexto Hermentidio Campano
Sexto Hermentidio Campano (en latín: Sextus Hermentidius Campanus) fue un senador romano que vivió a finales del siglo I y principios del siglo II, y desarrolló su cursus honorum bajo Vespasiano, Tito, Domiciano, Nerva, y Trajano. Fue cónsul sufecto en el año 97 junto a Lucio Domicio Apolinar.

## Orígenes y familia
Su gentilicium "Hermentidius", es derivado del dios Hermes, y sugiere que los orígenes de Campano se encuentran en Capadocia, donde hay evidencia de varios nomina que incorporan el nombre de esa deidad. En cualquier caso, es el único miembro de su familia que alcanzó el consulado.

## Carrera política
El único cargo que se sabe que Campano ocupó, además de su consulado, es el de legatus o comandante de la Legio X Fretensis entre los años 93 y 97, que estuvo estacionada durante esos años en Jerusalén. El mando de esta legión también convirtió a Campano en el gobernador de facto de la provincia de Judea.
Edward Champlin ha restaurado su nombre en el Testamentum Dasumii, lo que daría fe de que Campano seguía vivo en el año 108.